# Feel It Break
Feel It Break è il primo album in studio del gruppo musicale synthpop canadese Austra, pubblicato nel 2011.

## Il disco
Il disco è stato registrato a Toronto.
I singoli Beat and the Pulse e Lose It sono stati diffusi rispettivamente nel novembre 2010 e nel maggio 2011.
Nel novembre 2011 in formato digitale e nel dicembre seguente in formato fisico è stata diffusa un'edizione "deluxe" dell'album composta da un doppio CD, con quello addizionale composto da B-sides, tracce inedite e cover.
L'album ha ricevuto la candidatura al Polaris Music Prize 2011 e allo Juno Award come "album di musica elettronica dell'anno".

## Tracce
Edizione standard
1. Darken Her Horse – 5:21
2. Lose It – 4:29
3. The Future – 4:03
4. Beat and the Pulse – 4:56
5. Spellwork – 5:10
6. The Choke – 4:12
7. Hate Crime – 4:02
8. The Villain – 4:06
9. Shoot the Water – 3:23
10. The Noise – 3:32
11. The Beast – 4:03

CD 2 edizione deluxe
1. Identity – 5:03
2. Young and Gay – 3:29
3. Energy – 3:57
4. Believe Me – 3:27
5. Trip – 5:28
6. Pianix – 2:30
7. Woodstock (Joni Mitchell) – 3:21
8. Crying (Roy Orbison, Joe Melson) – 2:45
9. Beat and the Pulse (Clown Remix) – 7:09

## Formazione
- Katie Stelmanis - voce, tastiere
- Maya Postepski - batteria
- Dorian Wolf - basso